# Elveden
Elveden is een civil parish in het bestuurlijke gebied Forest Heath, in het Engelse graafschap Suffolk met 254 inwoners.